# آزادی مذهب در افغانستان
آزادی مذهب در افغانستان در سالهای اخیر تغییر کرده است زیرا دولت کنونی افغانستان پس از حمله به رهبری ایالات متحده که آوارگی دولت سابق طالبان را بر عهده داشت، تنها از سال ۲۰۰۲ برقرار بوده است. قانون اساسی افغانستان به تاریخ ۲۳ ژانویه ۲۰۰۴، و سه ماده اولیه آن حکم دارد:
1. افغانستان یک جمهوری اسلامی، یک کشور مستقل، واحد و غیرقابل تقسیم خواهد بود.
2. دین اسلام، دین جمهوری اسلامی افغانستان است. پیروان سایر ادیان در اعمال و اجرای حقوق دینی خود در محدوده قانون آزاد خواهند بود.
3. هیچ قانونی با اصول و احکام دین اسلام در افغانستان مغایرت ندارد.[۱]

اصل هفتم قانون اساسی این کشور را ملزم به رعایت اعلامیه جهانی حقوق بشر (UDHR) و سایر معاهدات و کنوانسیون‌های بین‌المللی می‌کند که کشور عضو آن است.
مواد ۱۸ و 19 UDHR، که با هم جمع شده‌اند، عملاً اعلام می‌کنند که داشتن یک پرویزلیتیسم مذهبی از حقوق جهانی انسان است.
در گذشته، جوامع کوچکی از هندو‌ها، سیک‌ها، یهودیان و مسیحیان نیز در این کشور زندگی می‌کردند. با این حال، بیشتر اعضای این جوامع را ترک کرده‌اند. این اقلیت‌های غیر مسلمان حتی در اوج خود تنها یک درصد از جمعیت را تشکیل می‌دادند. تقریباً همه اعضای جمعیت هندو و سیک اندک این کشور که زمانی حدود ۵۰ هزار نفر بودند، به خارج از کشور مهاجرت کرده یا پناهنده شده‌اند. تعداد غیرمسلمانان مانند هندوها و سیک‌ها در حال حاضر تنها صدها نفر است که اغلب به عنوان تاجر کار می‌کنند. معدود مسیحیان و یهودیانی که در این کشور زندگی می‌کنند اکثراً خارجی هستند که برای انجام کارهای امدادی به نمایندگی از سازمان غیردولتی (NGO) در این کشور به سر می‌برند.

## تاریخچه
طالبان تفسیر خود را از قوانین اسلامی تحمیل کردند و «وزارت ارتقا of فضیلت و پیشگیری از معاونت» را برای اهداف اجرا ایجاد کردند. یکی از وظایف این وزارتخانه اداره یکی از پلیس‌های مذهبی بود که احکام مربوط به قانون لباس، شغل، دسترسی به مراقبت‌های پزشکی، رفتار، اعمال دینی و بیان را اجرا می‌کرد. افرادی که تخلف از یک حکم را داشتند، اغلب درجا مجازات می‌شدند که شامل ضرب و شتم و بازداشت بود.
طالبان اعضای سایر فرقه‌های اسلامی و همچنین غیرمسلمانان را مورد آزار و اذیت قرار دادند. به‌طور سنتی، اسلام اهل سنت مکتب فقهی حنفی شکل اصلی اسلام در افغانستان بوده است. این مدرسه طالبان را از پیروان خود می‌داند. Deoband مدرسه (مدرسه مذهبی) نزدیک دهلی، هند، تقریباً ۲۰۰ سال منبع نفوذ این سنی‌ها بوده است. بیشتر رهبری طالبان در حوزه‌های علمیه تحت تأثیر دیوبندی در پاکستان شرکت می‌کردند. مکتب دیوبند مدتهاست که سعی دارد «اسلام» را با کنارگذاشتن عقاید غیراسلامی ایمان و تأکید مجدد بر الگوهای تثبیت شده در قرآن و حدیث «پاک» کند. دانشمندان دیوبندی اغلب با آنچه آنها به عنوان تأثیرات غربی تصور می‌کنند مخالفت کرده‌اند. بیشتر مردم به سنیسم حنفی متأثر از دیوبندی پایبند هستند، اما اقلیت قابل توجهی به نسخه عرفانی تر سنیسم حنفی که عموماً به آن تصوف معروف است، پایبند هستند. تصوف بر اساس دستورها یا برادری است که از رهبران مذهبی کاریزماتیک پیروی می‌کند.
شیعیان تحت سلطه طالبان از نظر اقتصادی آسیب پذیرترین گروه‌ها در این کشور بودند. یک گروه قومی معروف به هزاره عمدتاً مسلمان شیعه هستند. همچنین تعداد اسماعیلیان اندکی در مناطق مرکزی و شمالی کشور زندگی می‌کنند. اسماعیلیان مسلمان شیعه هستند، اما آقاخان را رهبر معنوی خود می‌دانند.

## آزادی بیان، از جمله در مورد مسائل دینی
در مارس ۲۰۱۵، یک زن ۲۷ ساله افغان به دلیل ادعاهای دروغ سوزاندن نسخه ای از قرآن توسط اوباش کشته شد. پس از ضرب و شتم و لگد فرخنده، جمعیت او را از روی پل انداختند، بدن او را آتش زدند و در رودخانه انداختند. طالبان آزادی بیان در مورد مسائل مذهبی یا مباحثی را که عقاید مسلمانان اهل سنت ارتدوکس را به چالش می‌کشد، منع کرد. انتشار و توزیع ادبیات از هر نوع، از جمله مطالب مذهبی، نادر بود. در سال ۱۹۹۸ دستگاه‌های تلویزیونی، ضبط کننده‌های ویدئو کاست، نوارهای ویدئویی، کاست‌های صوتی و دیش‌های ماهواره ای به منظور اجرای این ممنوعیت غیرقانونی بودند. با این حال، گزارش‌های بعدی نشان داد که بسیاری از افراد در مناطق شهری در سراسر کشور با وجود ممنوعیت همچنان به داشتن چنین دستگاه‌های الکترونیکی ادامه می‌دهند. طالبان همچنان موسیقی، فیلم و تلویزیون را به دلایل مذهبی در مناطقی که هنوز در آن است، منع می‌کند.

## تبعیض مذهبی

### تبعیض علیه غیرمسلمانان
طبق دیدبان حقوق بشر (HRW)، در سپتامبر ۱۹۹۸، طالبان با صدور احکامی غیرمسلمانان را از ساختن عبادتگاه منع کردند اما به آنها اجازه عبادت در اماکن مقدس موجود را دادند، غیر مسلمانان را از انتقاد از مسلمانان منع کردند، به غیر مسلمانان دستور دادند خانه‌های خود را با قرار دادن پارچه ای زرد در پشت بام خود شناسایی کرده، زندگی غیر مسلمانان را در همان محل زندگی مسلمانان منع کرده و زنان غیر مسلمان را ملزم به پوشیدن لباس زرد با علامت مخصوص کنند تا مسلمانان بتوانند فاصله خود را حفظ کنند.
قانون اساسی حقوق سیاسی غیر مسلمانان افغانستان را محدود می‌کند و فقط مسلمانان مجاز به رئیس‌جمهور هستند.

### تبعیض علیه سیک‌ها
در ماه مه ۲۰۰۱، بر اساس گزارش‌های خبری، طالبان حکمی را در نظر گرفتند که سیک‌ها را ملزم به نشان‌های مشخص بر روی لباس خود می‌کند. در ۲۳ مه ۲۰۰۱، رادیو طالبان اعلام کرد که این حکم توسط مقامات مذهبی تصویب شده است. با این حال، گفته می‌شود ملا عمر این فرمان را امضا نکرده و توسط طالبان اجرا نشده است. ادعای طالبان این بود که این فرمان پیشنهادی از شهروندان سیک در برابر آزار و اذیت اعضای پلیس مذهبی محافظت می‌کند. ناظران بین‌المللی این فرمان پیشنهادی را بخشی از تلاشهای طالبان برای تفکیک و منزوی کردن شهروندان غیر مسلمان و تشویق به مهاجرت بیشتر سیک‌ها دانستند. گزارش شده است که واکنش شهروندان سیک از بی‌تفاوتی تا خشم متفاوت است.

### تبعیض علیه مسلمانان شیعه هزاره
سرکوب گروه قومی هزاره توسط طالبان، که عمدتاً شیعه مسلمان هستند، به ویژه شدید بود. اگرچه درگیری بین هزاره‌ها و طالبان از نظر مذهبی سیاسی و نظامی بود، و نمی‌توان با اطمینان گفت که طالبان فقط به دلیل اعتقادات مذهبی خود، وابستگی مذهبی به مبارزات خود علیه شیعه درگیر شده‌اند. هزاره‌ها ظاهراً عامل مهمی در سرکوب آنها بودند.
طالبان به ارتکاب قتل‌عام هزاره‌ها به ویژه در شمال متهم شده‌اند. ادعا شده است که طالبان هزاران غیرنظامی و زندانی را در جریان دستگیری مزارشریف در اوت ۱۹۹۸ و بعد از آن قتل‌عام کردند. گفته می‌شود این کشتار علیه هزاره‌های قومی صورت گرفته است. در سپتامبر ۱۹۹۸، با به دست گرفتن طالبان بر شهر بامیان، تقریباً ۵۰۰ نفر کشته شدند. هزاره‌ها پس از جنگ طولانی مدت به سبک چریک‌ها، در آوریل ۱۹۹۹ کنترل بامیان را به‌دست آوردند. با این حال، طالبان بامیان را در ماه مه سال ۱۹۹۹ بازپس گرفتند و طبق گزارش‌ها تعدادی از ساکنان شیعه را کشتند.
در ژانویه ۲۰۰۱، چندین سازمان غیردولتی گزارش دادند که طالبان چند صد غیرنظامی شیعه را در یکاولنگ در مرکز کشور قتل‌عام کردند. گفته می‌شود این قتل‌عام پس از بازپس‌گیری منطقه توسط طالبان از نیروهای مخالف صورت گرفته است. به گفته شاهدان مصاحبه شده توسط HRW، پس از بازپس‌گیری منطقه توسط طالبان، آنها قربانیان روستاهای اطراف را جمع‌آوری کرده و آنها را با سرنیزه در مرکز شهر تیراندازی یا ضربات زخمی کردند.
علاوه بر ادعای نسل‌کشی، ادعاهای اجباری اخراج قوم هزاره و تاجیک از مناطق تحت کنترل یا تسخیر طالبان و همچنین آزار و اذیت این اقلیت‌ها در سراسر مناطق تحت کنترل طالبان وجود دارد.

## آزادی عمل به دین
نماز برای همه اجباری بود و کسانی که در اوقات معین نماز نمی‌خواندند یا دیر به نماز می‌رفتند، مجازات می‌شدند، اغلب با ضرب و شتم شدید. در سال ۱۹۹۸ گزارش‌هایی منتشر شد مبنی بر اینکه اعضای وزارتخانه در کابل افراد را در خیابان متوقف کرده و از آنها خواستند تا دعاهای مختلف قرآن را بخوانند تا میزان دانش دینی آنها مشخص شود.

## تخریب مجسمه‌های بودا
در مارس ۲۰۰۱، طالبان دو مجسمه غول‌پیکر پیش از اسلام بودای حک شده در صخره‌ها را در استان بامیان تخریب کردند، به این دلیل که مجسمه‌ها بت‌پرستی بودند طالبان علی‌رغم درخواست سازمان ملل، سازمان‌های غیردولتی بین‌المللی و جامعه جهانی، از جمله بسیاری از کشورهای مسلمان، برای حفظ مجسمه‌های دو هزار ساله، مجسمه‌ها را تخریب کردند.